# زنگلان
زَنگِلان (ترکی آذربایجانی: Zəngilan) (از ۲۰۲۰-۱۹۹۳: کوساکان، ارمنی: Կովսական) شهری در شهرستان زنگلان جمهوری آذربایجان است. این شهر بین جنگ‌های اول و دوم قره‌باغ (۲۰۲۰-۱۹۹۳) به مدت ۲۷ سال به صورت دفاکتو جزء استان کاشاتاق جمهوری آرتساخ بود.
جمعیت شهر زنگلان در سال ۲۰۲۰ بالغ بر ۱۱٬۳۰۰ نفر بوده است که البته اهالی این شهر در این سال به صورت مهاجر اجباری در دیگر نقاط جمهوری آذربایجان ساکن بوده‌اند و این شهر حالت متروکه به خود گرفته بود؛ به گونه‌ای که براساس سرشماری سال ۲۰۱۵، تنها ۵۰۰ نفر ساکن زنگلان بوده‌اند.

## نگارخانه

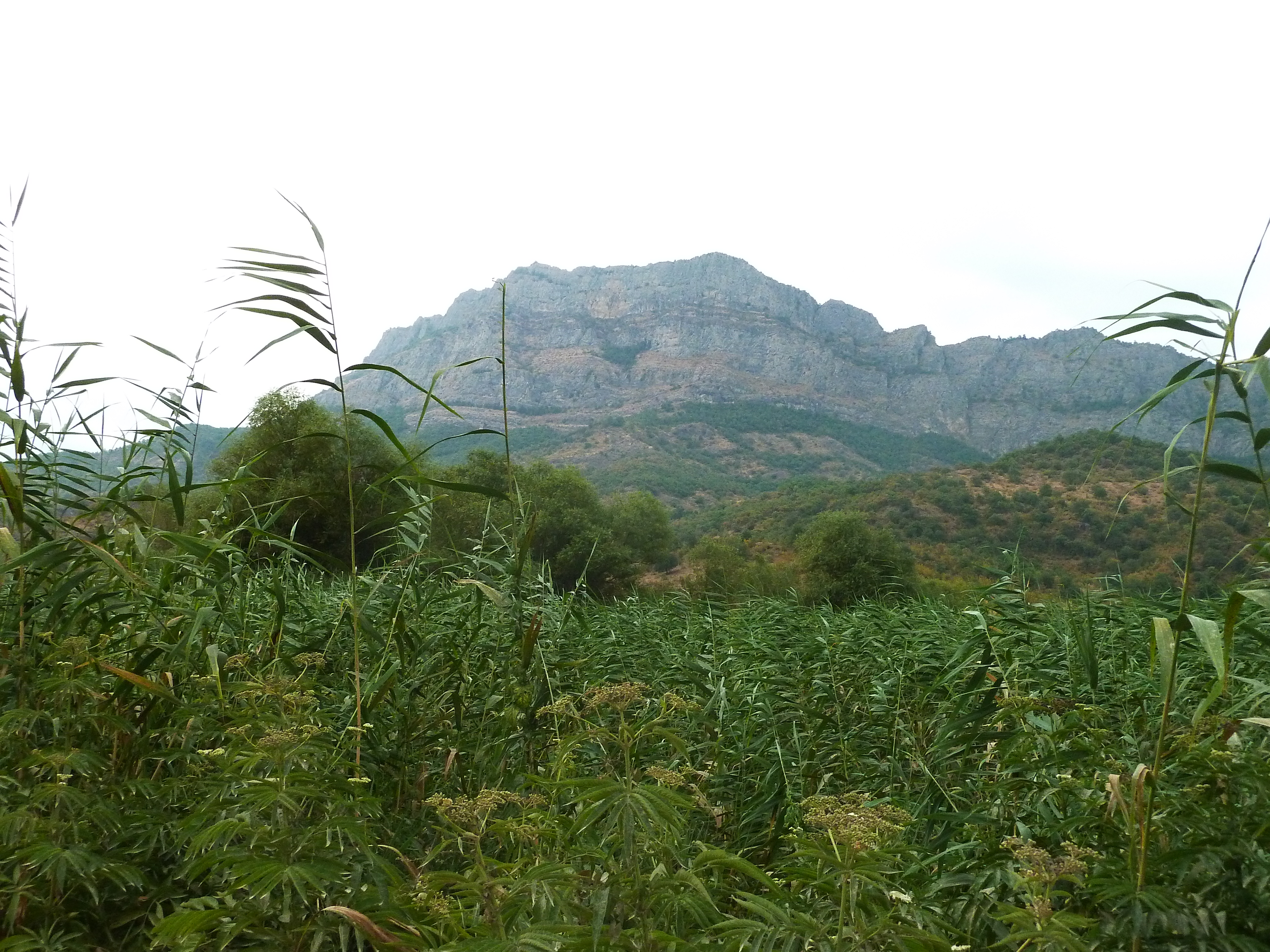
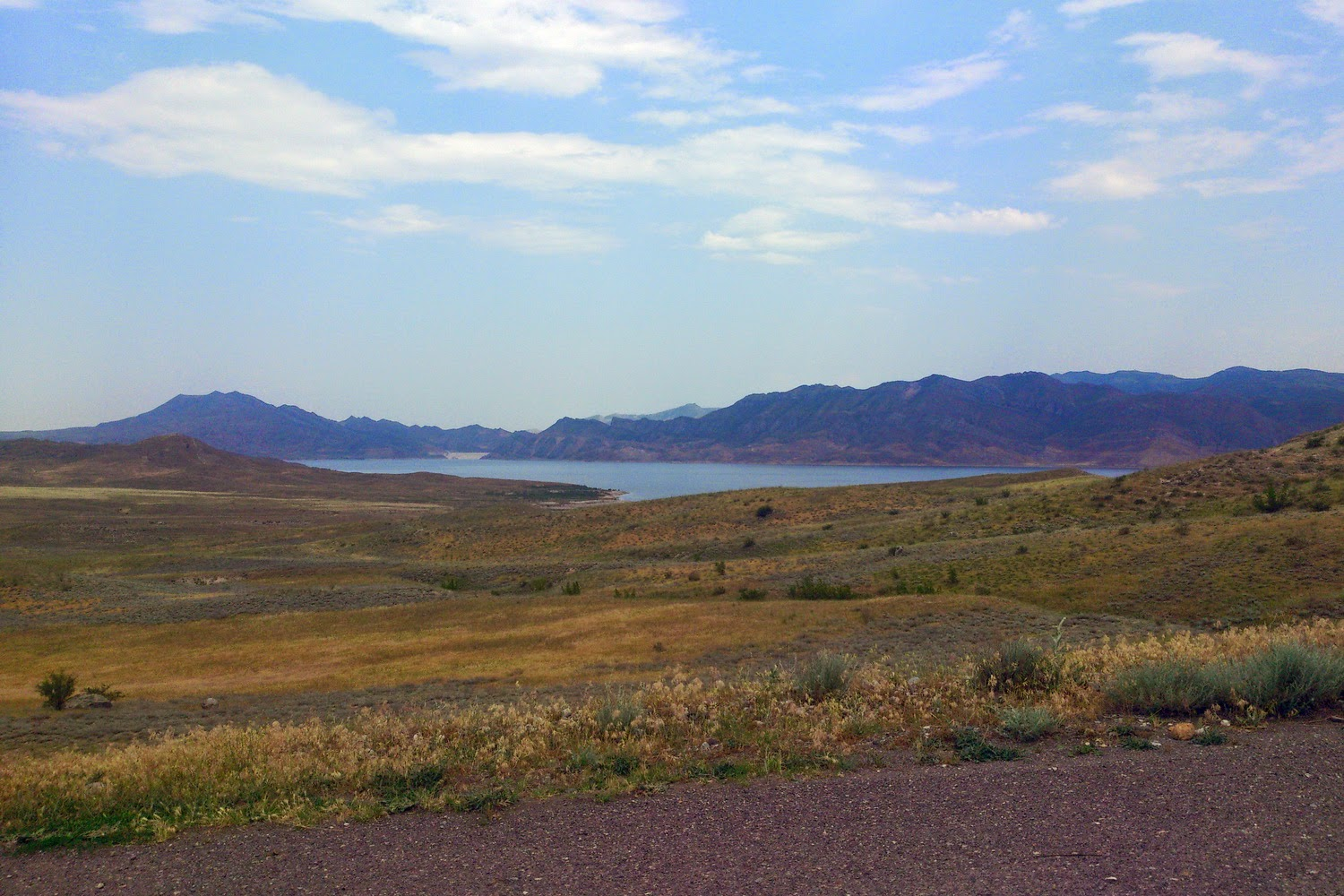
سد خداآفرین در کوساکان یا زنگلان
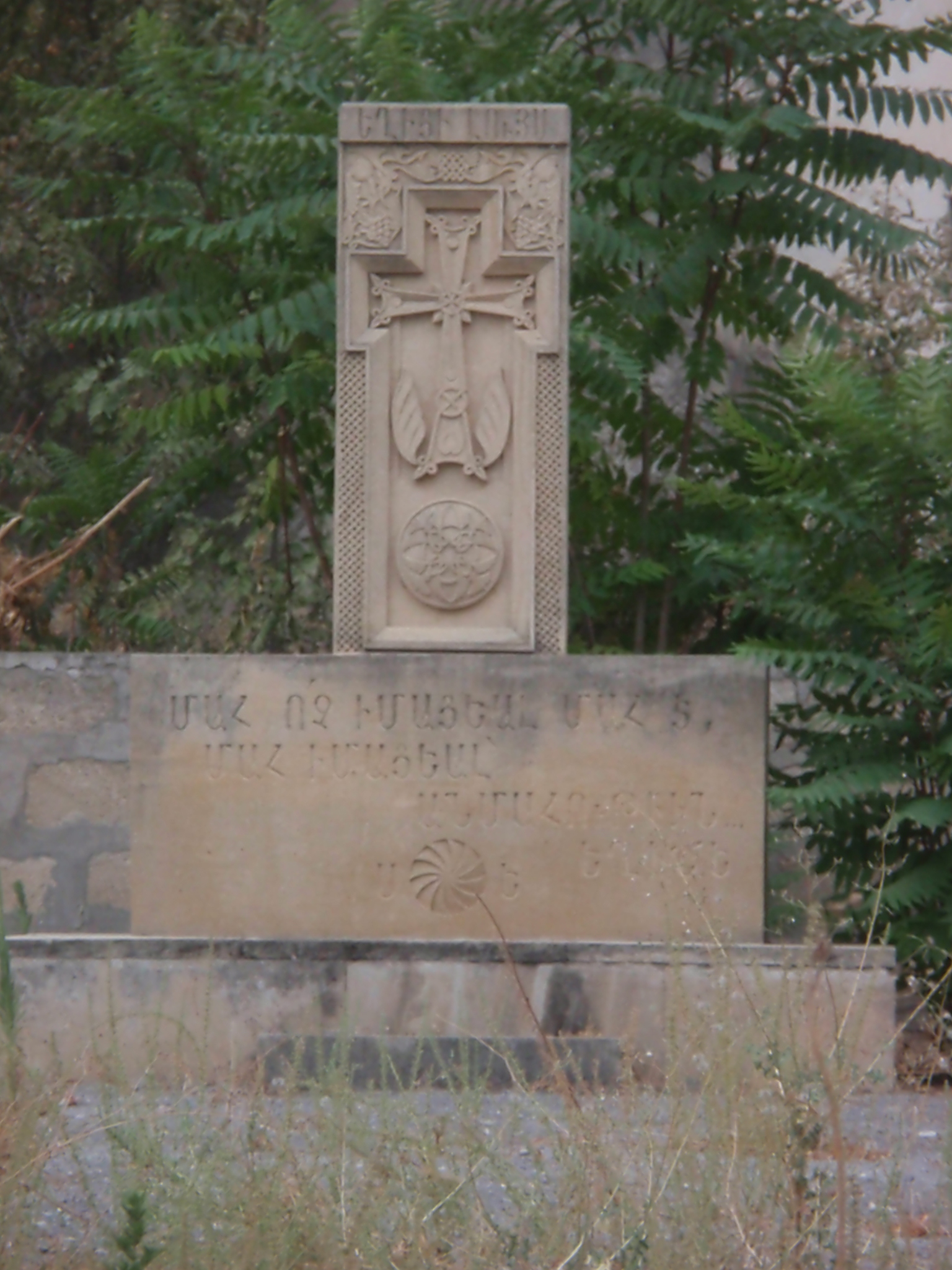
یک چلیپاسنگ در کوساکان یا زنگلان